# Geijera deplanchei
Geijera deplanchei là một loài thực vật có hoa trong họ Cửu lý hương. Loài này được (Pancher & Sebert) Däniker mô tả khoa học đầu tiên năm 1932.